# 智州 (宋朝)
智州，中国北宋时设置的羁縻州。
北宋初年设置智州，治所在英罗县（今广西河池市西南平林西北），为羁縻州，属宜州。下辖英罗县、富力县、智本县、兰江县、平林县，管理五乡、五里、三十七户。辖境相当今广西壮族自治区河池市南部和都安瑶族自治县北部。南宋沿置，元朝废除智州。